# Discogobio microstoma
 Discogobio microstoma és una espècie de peix cipriniforme de la família dels ciprínids que es troba al Vietnam.